# Le Camion
Cet article possède un paronyme, voir Camion (homonymie).
Pour plus de détails, voir Fiche technique et Distribution.
Le Camion est un film français écrit et réalisé par Marguerite Duras, sorti en 1977.

## Synopsis
Une écrivaine lit à un comédien le scénario de son prochain film. Il est question d'une femme prise en stop par un routier. Tout au long du trajet, la femme discute sans cesse alors que l'homme l'écoute et ne dit guère un mot. Le film ne montre pas les personnages, mais de nombreux plans d'un semi-remorque Saviem traversant divers paysages ruraux, images parlantes de l'expression (datant de la même époque) « beau comme un camion » et dont l'effet est de repousser le scénario vers une zone frontalière floue située entre la réalité et l'épiphénomène.

## Fiche technique
- Titre : Le Camion
- Réalisation et scénario : Marguerite Duras
- Assistant réalisateur : Jean-David Lefebvre
- Image : Bruno Nuytten
- Montage : Dominique Auvray
- Son : Michel Vionnet
- Photographe : Jean Mascolo
- Musique : Ludwig van Beethoven, extrait de 33 Veränderungen über einen Walzer von A. Diabelli op 120
- Production : François Barat et Pierre Barat
- Genre : drame
- Durée : 1h20
- Pays :  France
- Date de sortie : 25 mai 1977

## Distribution
- Marguerite Duras : Elle
- Gérard Depardieu : Lui

## Autour du film
- La première scène où le camion démarre, est filmée place du Maréchal Foch à Jouars-Pontchartrain. Son parcours continue ensuite sur de nombreuses routes des Yvelines.
- La scripte n'est autre qu'Isabelle Adjani, alors compagne du chef opérateur Bruno Nuytten, déjà à l'image des précédents films de Duras Nathalie Granger (assistant de Ghislain Cloquet), La Femme du Gange, India Song et Son nom de Venise dans Calcutta désert, avant Les Enfants. Son frère Eric Adjani est aussi présent sur le film, à l'équipe image, en tant que caméraman.
- Dans La Chanson Optimiste (auteur Pierre Philippe, 1980) interprétée par Jean Guidoni, Pierre Philippe fait référence au film : " Comme dit Marguerite Duras en experte, ce monde est pourri, qu'il aille à sa perte".

### Édition
- DVD , éditions Benoît Jacob.